# Kitchowi
 (mai 2018).
Si vous disposez d'ouvrages ou d'articles de référence ou si vous connaissez des sites web de qualité traitant du thème abordé ici, merci de compléter l'article en donnant les références utiles à sa vérifiabilité et en les liant à la section « Notes et références ».
Kitchowi (ou Kichowi, Kichouwi) est un village situé dans la région du Nord-Ouest du Cameroun, le département du Boyo et la commune de Fonfuka.

## Géographie
Kitchowi est situé dans le sud-est de l’arrondissement de Fonfuka, à l’est de Saff et au sud de Ngunakimbi. La rivière Kimbi traverse Kitchowi.

## Population
Lors du recensement de 1987, 726 habitants sont dénombrés à Kitchowi.
En 2005, le Bureau central des recensements et des études de population (BCREP) réalise un recensement, le Répertoire actualisé des villages du Cameroun, dans lequel il évalue à 840 le nombre d’habitants ; ce chiffre inclut 430 hommes et 410 femmes.
En 2011, le Plan Communal de Développement de la commune de Fonfuka (CDP) recense les populations par villages de l’arrondissement de Fonfuka. Les chiffres sont fournis par les villageois lors des assemblées participatives de village. À cette date, le village de Kitchowi compte 4 052 habitants selon le rapport : 1 000 hommes, 1 700 femmes, 612 adolescents et 740 enfants.

## Dialecte local
Certains habitants de Kitchowi parlent le bum, une langue bantoïde des Grassfields.

## Commerce
Kitchowi n’a pas de marché mais dispose d’un point de vente hebdomadaire. Il est prévu dans le plan de développement de Kitchowi de créer un marché aux bestiaux.

## Services

### Système éducatif
Kitchowi a une école primaire, G.S Kichowi de 303 élèves avec trois enseignants en 2011.
À la suite du décret du 20 août 2015, un nouveau collège d’enseignement secondaire a ouvert ses portes, le CES Kichowi. L’ouverture des collèges régis par le décret se fait par décision du Ministre des Enseignements Secondaires (Minesec).

### Santé
Le village de Kitchowi n’a pas de centre de soins. Les centres les plus proches sont : Fonfuka Centre de Santé Médicalisé, Buabua Centre de Santé Intégré et Konene Centre de Santé Intégré. Le centre de santé de Fonfuka est le plus près géographiquement de Kitchowi. En raison de l'emplacement des centres de santé et du réseau routier limité, les personnes doivent parcourir de très longues distances afin d'être soignées.
Les principales maladies traitées dans l'arrondissement incluent : paludisme, SIDA, onchocercose, pneumonie, ascaris, dysenterie amibienne, trichonomiase, infection fongique (levure), syphilis. Le paludisme reste une maladie endémique dans la zone de Fonfuka.

### Centre culturels, sportifs et salles communautaires
Une salle des fêtes est en projet à Kitchowi en 2011.

### Réseau routier
Un sentier sud-centre relie Kitchowi à Fonfuka puis une route rurale continue jusqu’au nord à Mulung.

### Accès à l’eau et à l’électricité
Il n’y a pas d’accès à l’eau potable dans le village de Kitchowi. Dans les plans de développement du CDP, un accès à l'eau est prévu pour la population.
Le village n’a pas de réseau électrique. Les villageois utilisent des générateurs, des lampes à pétrole, des lampes rechargeables ou du bois.

## Développement de Kitchowi
Une enquête du CDP auprès de la population, en 2011, montre qu'il est nécessaire d'améliorer certains services, notamment l'éducation, la santé et l'eau potable. Les principaux projets sont : 
- construction de salles de classe et achat de bureaux, de tables et de chaises ;
- ouverture d'un tronçon de route ;
- fourniture d'équipement au centre de santé ;
- construction d'un nouveau bassin versant à Fonfuka[15].

En 2018, un forage équipé de pompe à motricité humaine, aussi appelé PMH est construit à Kitchowi.